# Saint-Romain-d'Ay
Pour les articles homonymes, voir Saint-Romain.
Saint-Romain-d'Ay (en occitan Sant-Román [sɑ̃ ruˈmɔ]) est une commune française située dans le département de l'Ardèche, en région Auvergne-Rhône-Alpes. Elle fait partie du canton du Haut-Vivarais et de la communauté de communes du Val d'Ay.

## Géographie

### Situation et description

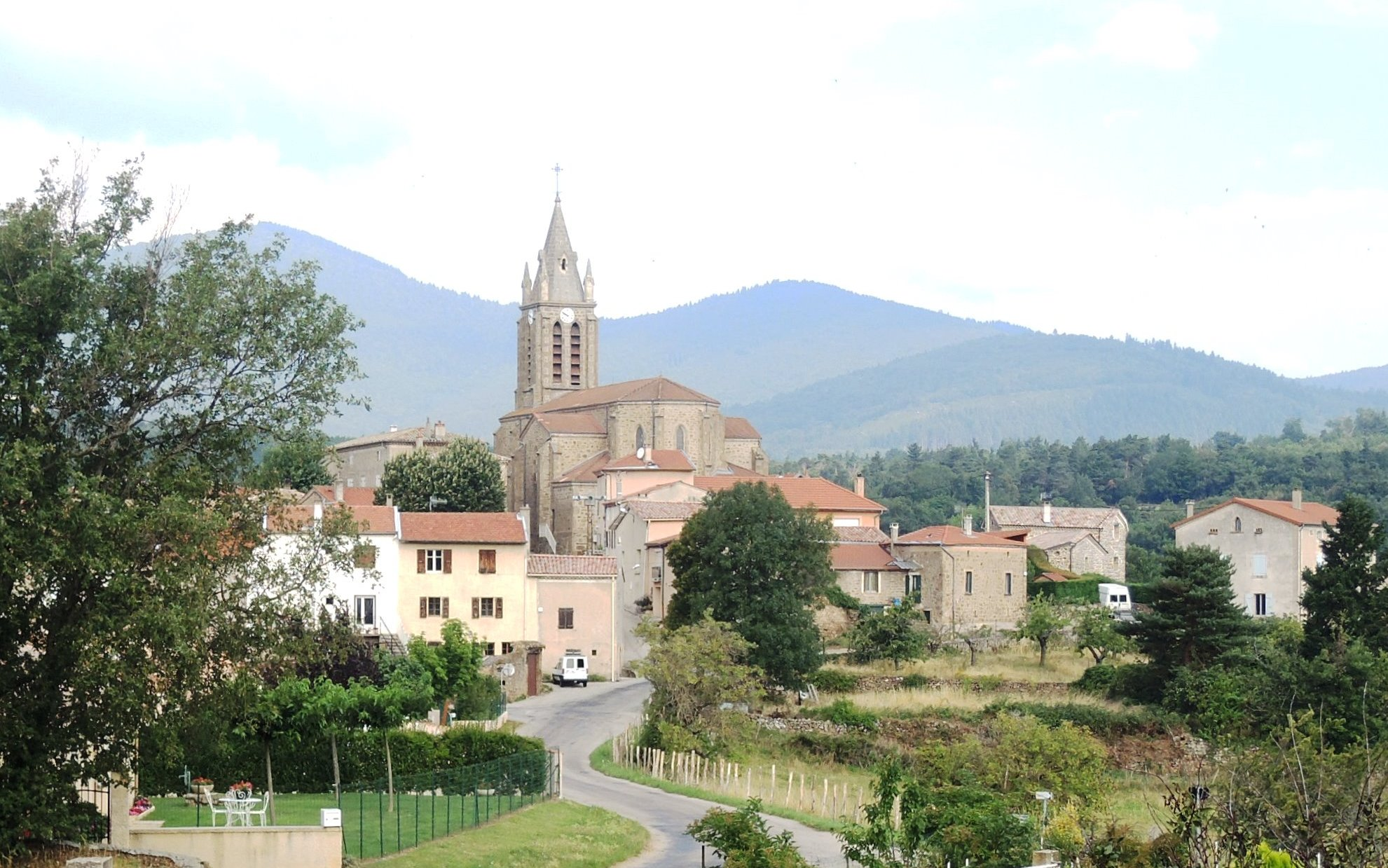
Le village ancien, autour de son église.

La commune est située sur le piémont nord-ardéchois, proche de la vallée du Rhône. Ses 9 km2 sont relativement plats, sur ce plateau vallonné de 315 m à 586 m. La rivière d'Ay constitue la limite sud de la commune. À l'ouest, Saint-Romain d'Ay est bordé par la commune de Satillieu, et s'étend, à l'est, jusqu'aux hameaux de Brénieux et de Munas.
Le village s'est formé d'abord autour de son église, puis s'est ensuite développé à Prapérier, autour de la départementale. C'est juste au sud de cette agglomération que se trouve le site de Notre Dame d'Ay qui domine la rivière d'Ay.

### Communes limitrophes
Saint-Romain-d'Ay est limitrophe de sept communes, toutes situées dans le département de l’Ardèche et réparties géographiquement de la manière suivante :

### Climat
Pour des articles plus généraux, voir Climat d'Auvergne-Rhône-Alpes et Climat de l'Ardèche.
En 2010, le climat de la commune est de type climat méditerranéen altéré, selon une étude du CNRS s'appuyant sur une série de données couvrant la période 1971-2000. En 2020, Météo-France publie une typologie des climats de la France métropolitaine dans laquelle la commune est dans une zone de transition entre le climat de montagne et le climat méditerranéen et est dans une zone de transition entre les régions climatiques « Moyenne vallée du Rhône » et « Sud-est du Massif Central ». 
Pour la période 1971-2000, la température annuelle moyenne est de 10,9 °C, avec une amplitude thermique annuelle de 17,2 °C. Le cumul annuel moyen de précipitations est de 905 mm, avec 8,4 jours de précipitations en janvier et 5,8 jours en juillet. Pour la période 1991-2020, la température moyenne annuelle observée sur la station météorologique de Météo-France la plus proche, « Préaux Sa », sur la commune de Préaux à 2 km à vol d'oiseau, est de 12,0 °C et le cumul annuel moyen de précipitations est de 869,8 mm,. Pour l'avenir, les paramètres climatiques de la commune estimés pour 2050 selon différents scénarios d'émission de gaz à effet de serre sont consultables sur un site dédié publié par Météo-France en novembre 2022.

### Hydrographie
Le territoire communal est bordé par l'Ay, un affluent direct du Rhône.

## Urbanisme

### Typologie
Au 1er janvier 2024, Saint-Romain-d'Ay est catégorisée commune rurale à habitat dispersé, selon la nouvelle grille communale de densité à 7 niveaux définie par l'Insee en 2022.
Elle est située hors unité urbaine. Par ailleurs la commune fait partie de l'aire d'attraction d'Annonay, dont elle est une commune de la couronne,. Cette aire, qui regroupe 37 communes, est catégorisée dans les aires de 50 000 à moins de 200 000 habitants,.

### Occupation des sols
L'occupation des sols de la commune, telle qu'elle ressort de la base de données européenne d’occupation biophysique des sols Corine Land Cover (CLC), est marquée par l'importance des territoires agricoles (73,6 % en 2018), en diminution par rapport à 1990 (78,9 %). La répartition détaillée en 2018 est la suivante : 
prairies (46,9 %), zones agricoles hétérogènes (26,7 %), forêts (18 %), zones urbanisées (8,4 %).
L'évolution de l’occupation des sols de la commune et de ses infrastructures peut être observée sur les différentes représentations cartographiques du territoire : la carte de Cassini (XVIIIe siècle), la carte d'état-major (1820-1866) et les cartes ou photos aériennes de l'IGN pour la période actuelle (1950 à aujourd'hui).

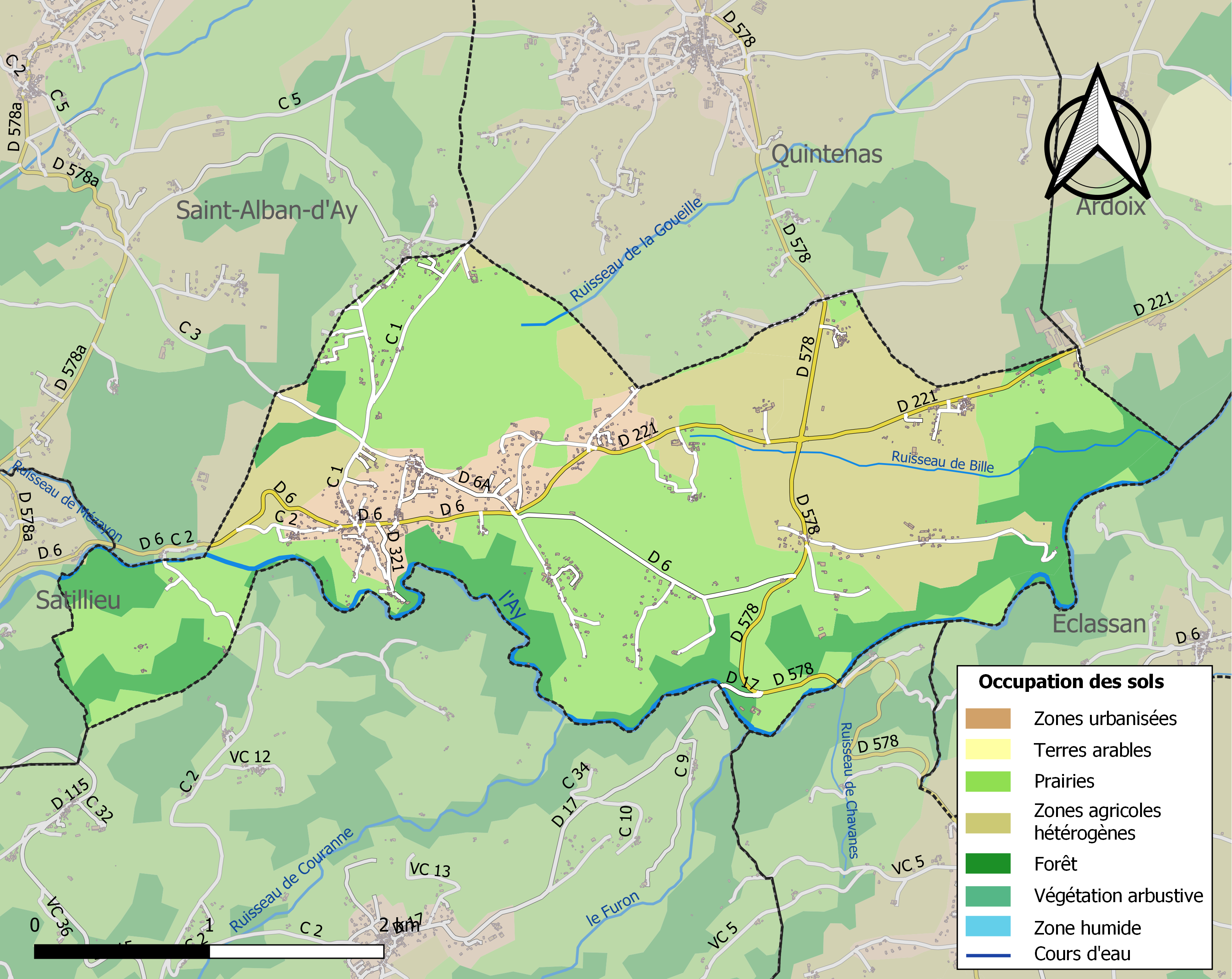
Carte des infrastructures et de l'occupation des sols de la commune en 2018 (CLC).

### Risques naturels

#### Risques sismiques
Selon son PLU, la totalité du territoire de la commune du Saint-Romain-d'Ay est situé en zone de sismicité n°3, comme la plupart des communes situées dans cette partie du département, les communes du plateau et de la montagne ardéchoise, situées plus à l'ouest, sont en zone de sismicité n° 2.
| Type de zone | Niveau            | Définitions (bâtiment à risque normal) |
| ------------ | ----------------- | -------------------------------------- |
| Zone 3       | Sismicité modérée | accélération = 1,1 m/s2                |

## Histoire

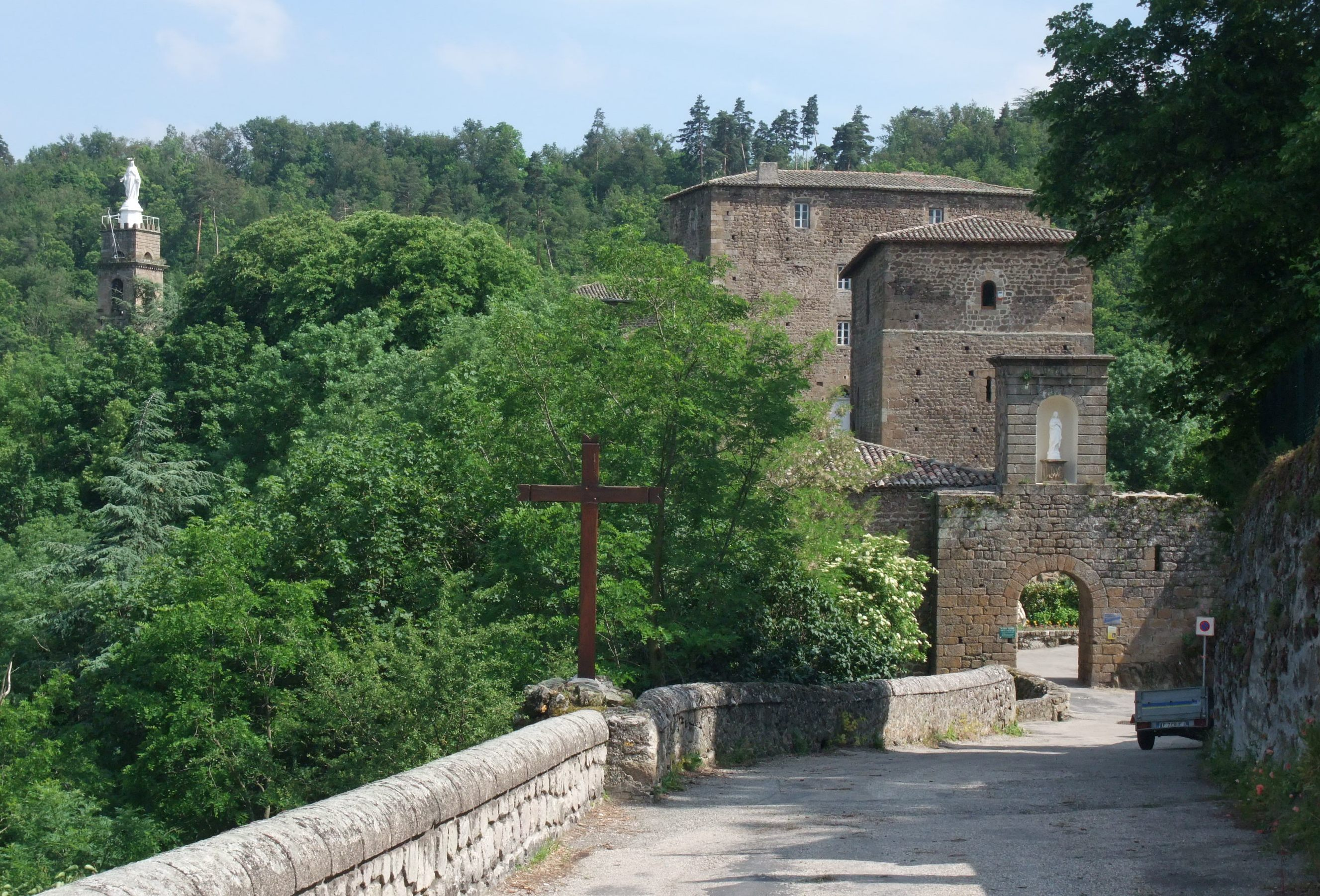
Notre Dame d'Ay : un site fortifié et un sanctuaire.

Le promontoire escarpé de Notre Dame d'Ay a été site sacré dès l'époque mégalithique. Les Celtes puis les Romains y ont célébré une déesse de la fécondité. À partir du IVe siècle, les chrétiens y ont substitué une chapelle dédiée à Marie, puis un monastère. En parallèle les premières fortifications romaines ont été améliorées, à partir du XIIe siècle, pour devenir un château fortifié avec trois donjons et une enceinte. C'est aussi vers cette époque qu'a été amenée, sans doute des croisades, une statue de Vierge noire qui a développé les pèlerinages. Ces derniers continuent d'attirer une certaine affluence.
La commune compte aussi trois châteaux privés, le Griottier, les Gauds, et Brénieux.
L'activité agricole a permis à la commune de compter au XIXe siècle autour de 700 habitants, avec des fermes importantes par exemple à Munas et à Brénieux.
La population a diminué ensuite jusqu'à 440 habitants en 1954. Elle s'est très fortement relevée depuis les années 1970 et 80, avec la construction de maisons individuelles autour du village et des divers hameaux. Elle comptait 1 045 habitants en 2011. Pour la plupart, ces nouveaux habitants travaillent à Annonay ou dans la Vallée. Certains vont travailler jusqu'à Lyon. Mais la commune héberge aussi plusieurs entreprises artisanales, notamment une dizaine dans le bâtiment, et de plus en plus de commerces et de services. Les associations sont assez nombreuses et actives. Les animations du Comité des fêtes sont très appréciées dans la région.

## Économie

### Secteur agricole
L'agriculture se maintient bien, avec trois agriculteurs sur la commune, les autres terrains étant cultivés par des exploitants des communes voisines.
Parmi les entreprises artisanales locales, on dénombre une dizaine dans le secteur du bâtiment.

### Services
Le village ancien accueille l'école publique, sa cantine, son terrain d'activités et la Bibliothèque.
Mais c'est surtout à Prapérier, le village, qu'ont été développés les services aux habitants. La mairie y a été installée et agrandie. La salle polyvalente y a aussi été agrandie et joliment rénovée. Un grand terrain permet d'accueillir les loisirs, les animations collectives et les camping-cars de passage. Il dispose d'une aire de jeux pour enfants et de coins pique-nique. On trouve aussi au cœur du village - Praperier - un restaurant et des services: épicerie/bar, coiffure, photographe, aide à la personne. Des infirmiers libéraux sont également installés dans un local municipal.

### Animations

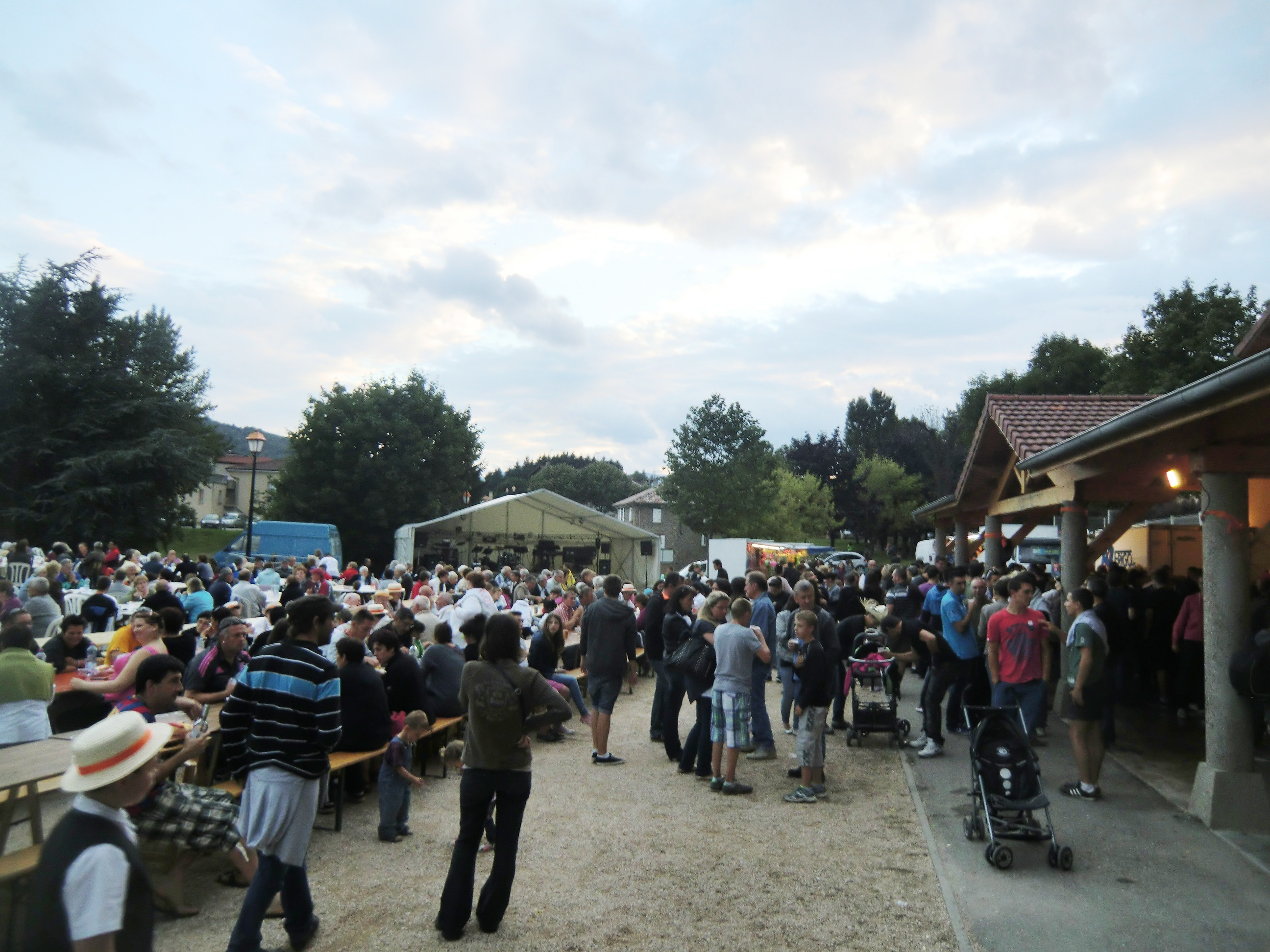
Le Comité des Fêtes parvient à susciter de grands rassemblements.

La commune possède une douzaine d'associations bien actives. Entre autres, un club de jeunes et un « Club Culturel et Sportif » qui propose diverses activités de détente : gym, karaté, marche, danse, aquagym, lecture, sorties, piscine et activités culturelles.
L'association « Jeunesse et loisirs » organise différents événements festifs tout au long de l'année (cochon grillé, tournoi de coinche, soirée a thème...) dans une salle mise à disposition par la commune en dessous de la salle des fêtes du village.
Le Comité des Fêtes rassemble des délégués de chaque association et organise diverses animations : fougot avec soupe aux choux, matinée boudin, une fête de l'été avec feu d'artifice, un vide greniers, un marché de Noël qui rassemble une cinquantaine d'exposants.
L'association "Générations Mouvement Les Ainés Ruraux" possède une place centrale dans la vie du village en organisant notamment conjointement avec l' "Association Communale de Chasse Agrée de Saint-Romain d'Ay" la brocante du 15 août très appréciée par les locaux.

## Politique et administration

### Liste des maires
| Période                                  | Période                   | Identité          | Étiquette | Qualité                   |
| ---------------------------------------- | ------------------------- | ----------------- | --------- | ------------------------- |
| Les données manquantes sont à compléter. |                           |                   |           |                           |
| mars 1959                                | mars 2001                 | Frédéric Bertrand |           | Président Crédit Agricole |
| mars 2001                                | 28 mai 2020               | Gérard Buche      |           | Chef d'entreprise         |
| 28 mai 2020                              | En cours (au 2 mars 2021) | Norbert Coll      | DVG       | Retraité                  |

## Population et société

### Démographie
L'évolution du nombre d'habitants est connue à travers les recensements de la population effectués dans la commune depuis 1793. Pour les communes de moins de 10 000 habitants, une enquête de recensement portant sur toute la population est réalisée tous les cinq ans, les populations de référence des années intermédiaires étant quant à elles estimées par interpolation ou extrapolation. Pour la commune, le premier recensement exhaustif entrant dans le cadre du nouveau dispositif a été réalisé en 2006.

En 2022, la commune comptait 1 168 habitants, en évolution de −1,68 % par rapport à 2016 (Ardèche : +2,48 %, France hors Mayotte : +2,11 %).
| 1793 | 1800 | 1806 | 1821 | 1831 | 1836 | 1841 | 1846 | 1851 |
| ---- | ---- | ---- | ---- | ---- | ---- | ---- | ---- | ---- |
| 666  | 640  | 688  | 487  | 544  | 694  | 579  | 741  | 770  |

| 1856 | 1861 | 1866 | 1872 | 1876 | 1881 | 1886 | 1891 | 1896 |
| ---- | ---- | ---- | ---- | ---- | ---- | ---- | ---- | ---- |
| 738  | 770  | 783  | 707  | 733  | 682  | 703  | 661  | 647  |

| 1901 | 1906 | 1911 | 1921 | 1926 | 1931 | 1936 | 1946 | 1954 |
| ---- | ---- | ---- | ---- | ---- | ---- | ---- | ---- | ---- |
| 644  | 622  | 572  | 526  | 538  | 521  | 538  | 469  | 440  |

| 1962 | 1968 | 1975 | 1982 | 1990 | 1999 | 2006 | 2011  | 2016  |
| ---- | ---- | ---- | ---- | ---- | ---- | ---- | ----- | ----- |
| 475  | 483  | 520  | 574  | 660  | 775  | 941  | 1 047 | 1 188 |

| 2021  | 2022  | - | - | - | - | - | - | - |
| ----- | ----- | - | - | - | - | - | - | - |
| 1 195 | 1 168 | - | - | - | - | - | - | - |

L'activité agricole a permis à la commune de compter au XIXe siècle autour de 700 habitants, avec des fermes importantes par exemple à Munas et à Brénieux.
La population a diminué ensuite jusqu'à 440 habitants en 1954. Elle s'est très fortement relevée depuis les années 1970 et 80, avec la construction de maisons individuelles autour du village et des divers hameaux. Elle comptait 1047 habitants en 2011.

### Enseignement
La commune possède une école primaire (Saint-Exupéry) qui est rattachée à l'académie de Grenoble.

### Culte
La communauté catholique et l'église paroissiale de Saint-Romain-d’Ay (propriété de la commune) sont rattachées à la paroisse Saint François Régis (Ay et Daronne), elle-même rattachée au diocèse de Viviers.

### Médias
La commune est située dans la zone de distribution de deux organes de la presse écrite :
- L'Hebdo de l'Ardèche

Il s'agit d'un journal hebdomadaire français basé à Valence et diffusé à Privas depuis 1999. Il couvre l'actualité de tout le département de l'Ardèche.
- Le Dauphiné libéré

Il s'agit d'un journal quotidien de la presse écrite française régionale distribué dans la plupart des départements de l'ancienne région Rhône-Alpes, notamment l'Ardèche. La commune est située dans la zone d'édition d'Annonay-Nord Ardèche.

## Culture et patrimoine

### Lieux et monuments

#### L'église paroissiale
L'église paroissiale située au chef-lieu est dédiée à saint Romain . Elle est un lieu de culte de la paroisse catholique Saint-François Régis (Ay-Daronne).

### Le site de Notre Dame d'Ay

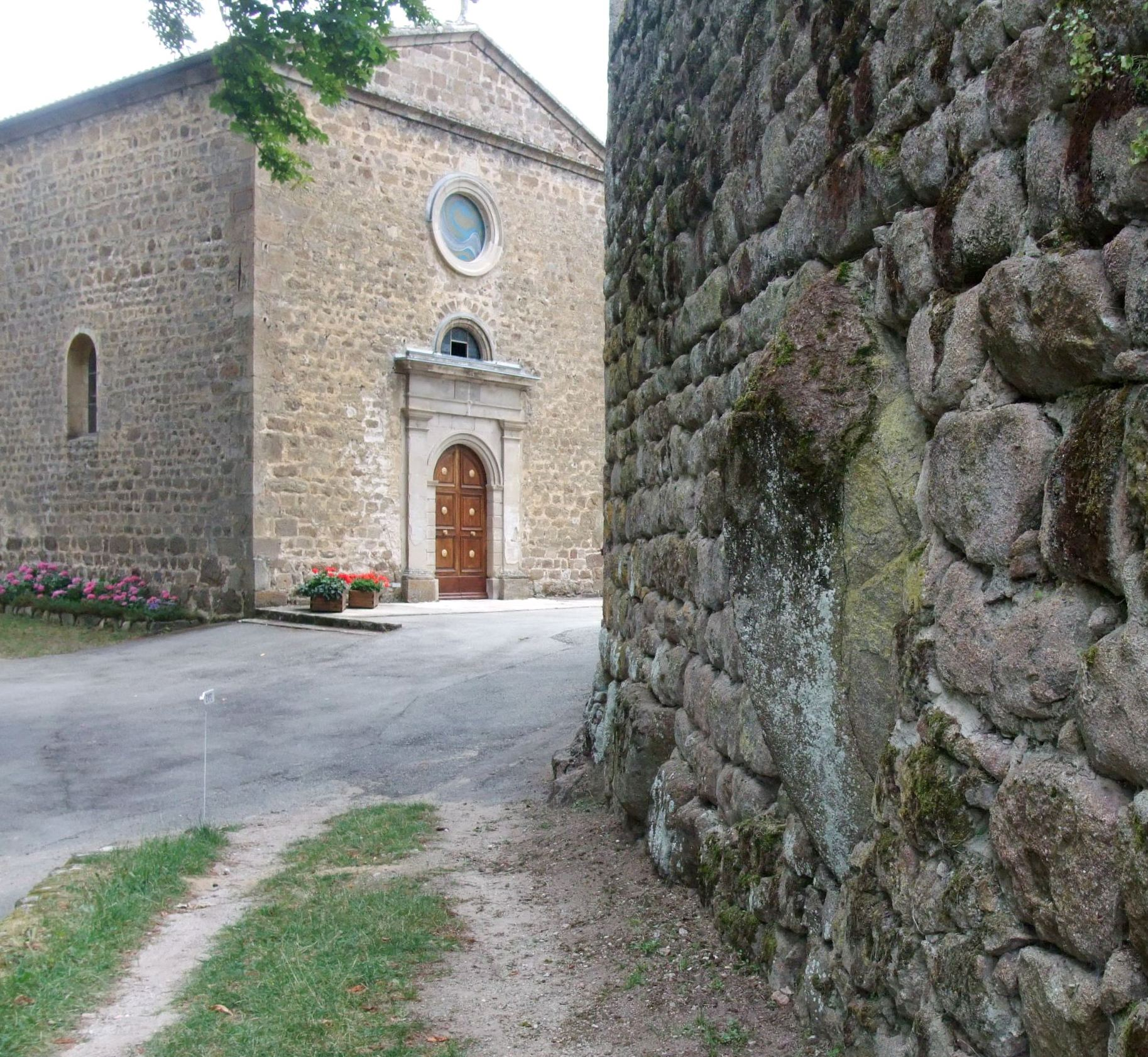
Un ancien menhir semble avoir été intégré dans un mur du château.

Le site présente des caractéristiques magnétiques particulières, qui sont notamment sensibles dans et autour de la chapelle. Il semble que la plateforme possédait autrefois trois dolmens, qui sont encore plus ou moins visibles, dans les soubassements du mur du donjon, de la chapelle et des remparts. Les Romains y ont ensuite célébré une déesse de la fécondité.
Pour la partie château, le donjon restauré pourrait dater du XIIe siècle. Des expositions y sont régulièrement proposées par Les Amis de Notre Dame d'Ay. Les deux autres bâtiments semblent dater du XIVe et du XVIe. Outre la visite de la chapelle et de la plate-forme, plusieurs chemins permettent de descendre à la rivière et de faire le tour du site. 

### La chapelle et sa Vierge noire

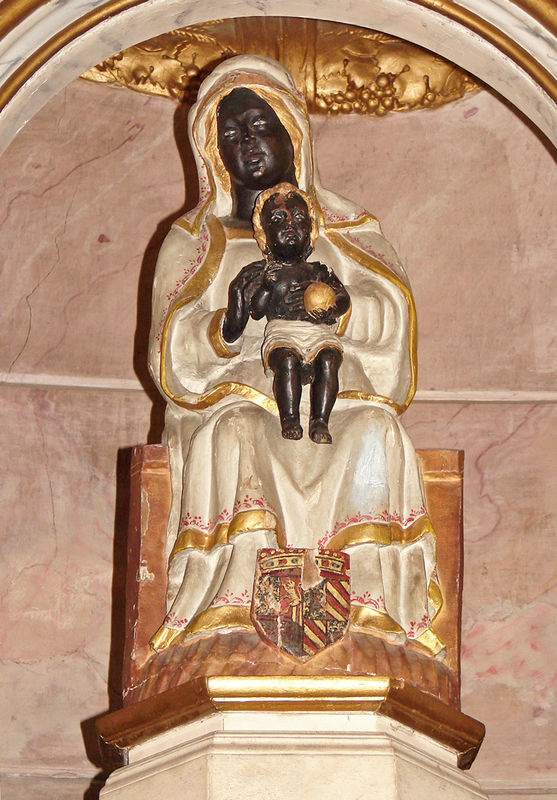
La statue du XIe siècle a été remplacée par une deuxième sculpture au XVIe siècle.

La première chapelle du sanctuaire, bâtie au XIe siècle, correspond à la partie aujourd'hui dédiée à St-Joseph. Son agrandissement en orientation ouest-est date des années 1790. Ses derniers embellissements ont été réalisés dans les années 1830. Le clocher renferme un carillon de dix cloches : le bourdon porte les effigies des Vierges de Fourvière, du Puy et d'Ay. 
La première statue  de la Vierge noire semble avoir été rapportée par les Croisés en 1192. Une nouvelle sculpture l'a remplacée à la fin du XVIe siècle. Elle a été cachée pendant la Révolution et restaurée en 1835.

Les mystérieuses vierges noires sont apparues à partir du XIe siècle dans le bassin méditerranéen et notamment dans le sud de la France où on en recense 180. Par exemple au Puy, à Fourvière…, en Ardèche à Borée, à Cornas, à Andance (chapelle de Saint-Bosc), à Pont de Labeaume, à Sablières… Les vierges noires pourraient être une imitation de sainte Sara, ou de la déesse païenne Isis, représentée souvent noire avec un enfant sur les genoux. La couleur peut aussi avoir comme origine le noircissement des pigments utilisés pour le visage et les mains. Et les statues auraient été ensuite volontairement repeintes en noir. Ces origines mystérieuses concourent peut-être à leur célébrité. 

### Héraldique
|  | Saint-Romain-d'Ay possède des armoiries dont l'origine et le blasonnement exact ne sont pas disponibles. |

### Sources
- Michel Faure, Notre Dame d'Ay, hier et aujourd'hui (1996)
- Albin Mazon, Voyage autour d'Annonay (1901)
- Guide de l'Union Touristique Ardèche Verte (1991)
- Office de Tourisme du Val d'Ay
- archives municipales
- articles du Dauphiné Libéré, et notamment reportages de l'été 2014 de François Bassaget.